# Holy Saturday Cross Country Cycling Classic
La Holy Saturday Cross Country Cycling Classic est une course cycliste qui se déroule autour de Belize City et San Ignacio. Créée en 1928, il s'agit de la plus ancienne compétition cycliste encore organisée au Belize. Son succès et son historicité lui valent d'être considérée comme l'un des événements sportifs les plus importants du pays. Elle est habituellement tenue le jour du Samedi saint.
La course est majoritairement disputée par des Béliziens. Mais elle accueille aussi régulièrement des cyclistes originaires d'autres pays, comme le Mexique, le Guatemala ou encore les États-Unis. 

## Histoire
Cette compétition est fondée à l'initiative du capitaine Monrad Metzgen, un ancien homme politique du Honduras britannique. Lors d'une balade à vélo sur la Northern Highway, il remarque le nombre important de vélos que les Béliziens utilisent pour aller assister aux matchs de cricket hebdomadaires, dans les régions rurales. Il conçoit alors l'idée d'organiser une course cycliste sur la George Price Highway. Programmée en 1928, cette première édition est remportée par Elston Kerr, en un temps de vingt heures et vingt-et-une minutes,. Les écarts à l'arrivée sont très importants, en raison de la mauvaise qualité des routes à l'époque. 
L'édition 1931 n'a pas eu lieu en raison des dégâts occasionnés par un terrible ouragan. En 2020 et 2021, la course est annulée à cause de la pandémie de Covid-19. Elle fait toutefois son retour dès 2022.

## Palmarès
| Année     | Vainqueur                 | Deuxième                 | Troisième              |
| --------- | ------------------------- | ------------------------ | ---------------------- |
| 1928      | Elston Kerr               | Norris Wade              | Bertie Cleland         |
| 1929      | Elston Kerr               | David Graham             |                        |
| 1930      | Norris Wade               | Elston Kerr              |                        |
| 1931      | Donald Lightburn          | Anselme Waight           |                        |
| 1932      | annulé                    | annulé                   | annulé                 |
| 1933      | Robert Ferguson           | Anselm Waight            |                        |
| 1934      | Robert Ferguson           | Herbert Gentle           |                        |
| 1935      | Donald Lightburn          | Dinsdale Lord            |                        |
| 1936      | Donald Lightburn          | Hendicott Croft          |                        |
| 1937      | José Sousa                | Jim Melin                |                        |
| 1938      | José Sousa                | Luther Tucker            |                        |
| 1939      | Ben Sanchez               | Jose Sosa                |                        |
| 1940      | Hendicott Croft           | Ben Sanchez              |                        |
| 1941      | Goldburn Ferguson         | Altreith Smith           |                        |
| 1942      | Goldburn Ferguson         | Altreith Smith           |                        |
| 1943      | James Robateau            | Charles Payne            |                        |
| 1944      | Robert Ferguson           | Goldburn Ferguson        |                        |
| 1945      | Aston Gill                | Robert Ferguson          | Melford Ramsey         |
| 1946      | Aston Gill                | Melford Ramsey           | Robert Ferguson        |
| 1947      | Aston Gill                | Colly Coffin             | Linton Dunker          |
| 1948      | Altreith Smith            | Melford Ramsey           | Daniel Graham          |
| 1949      | Alvin Joseph              | Aston Gill               | Manaza Mahler          |
| 1950      | Aston Gill                | Altreith Smith           | Jeffrey O'Brien        |
| 1951      | Jeffrey O'Brien           | Altreith Smith           |                        |
| 1952      | Jeffrey O'Brien           | Colly Coffin             |                        |
| 1953      | Clinton Castillo          | Jeffrey O'Brien          | Duncan Vernon          |
| 1954      | Jeffrey O'Brien           | Duncan Vernon            | Aston Gill             |
| 1955      | Jeffrey O'Brien           | Colly Coffin             |                        |
| 1956      | Edward Miguel             | Duncan Vernon            |                        |
| 1957      | Duncan Vernon             | Barry Parks              |                        |
| 1958      | Edward Miguel             | Duncan Vernon            | Aston Gill             |
| 1959      | Edward Miguel             | Arthur Miguel            |                        |
| 1960      | John Miguel Duncan Vernon |                          | Anselm Ysaguirre       |
| 1961      | Duncan Vernon             | Arthur Miguel            |                        |
| 1962      | Arthur Miguel             | Anthony McClaren         |                        |
| 1963      | Lindsford Sutherland      | Anthony McClaren         |                        |
| 1964      | John Miguel               | Lincoln Longsworth       |                        |
| 1965      | John Miguel               | Duncan Vernon            | Lindsford Sutherland   |
| 1966      | Kenneth Sutherland (en)   | Clinton Castillo         | John Miguel            |
| 1967      | Clinton Castillo          | Louis Peyrefitte         |                        |
| 1968      | John Miguel               | Rudy Miguel              |                        |
| 1969      | Rudy Miguel               | Noel Gordon              | Emilio Lizama          |
| 1970      | Rudy Miguel               | Lincoln Longsworth       |                        |
| 1971      | Pablo Calderón            | Manolo Ruiz              | Anthony Hutchinson     |
| 1972      | Anthony Hutchinson        | Pablo Calderón           | Noel Gordon            |
| 1973      | Anthony Hutchinson        | Kenrick Halliday         | Robert Staker          |
| 1974      | Kenrick Halliday          | Alfred Parks             | Henry White            |
| 1975      | Kenrick Halliday          | Eugene King              | Enrique Burgos         |
| 1976      | Alfred Parks              | José Rendón              | Anthony Morris         |
| 1977      | Kenrick Halliday          | Alfred Parks             | Eugene king            |
| 1978      | Kenrick Halliday          | Alfred Parks             | Barrington Yorke       |
| 1979      | Alfred Parks              | Glen Gordon              | Raymond Sheppard       |
| 1980      | Alexander Vasquez         | Anthony Morris           | Andrew Smiling         |
| 1981      | Alpheus Williams          | Joslyn Chavarria Sr.     | Rodney Sheppard        |
| 1982      | Alpheus Williams          | Vincent Smith            | Elden Hyde             |
| 1983      | Linsford Gillett          | Vincent Smith            | Wernell Reneau (en)    |
| 1984      | Alpheus Williams          | Karl Smith               | Andrew Smiling         |
| 1985      | Robert Mossiah            | Warren Coye (en)         | Melvin Torres          |
| 1986      | Matthew Smiling           | Michael Lewis (en)       | Mark Dennison          |
| 1987      | Ward Zauner               | Charles Lewis (en)       | Robert Mossiah         |
| 1988      | Steve Steward             | David Licker             | Fitzgerald Joseph      |
| 1989      | Frank McCannon            | Michael Lewis (en)       | Noel Wade              |
| 1990      | Charles Lewis (en)        | Ronald Sutherland        | Barrington Young       |
| 1991      | Charles Lewis (en)        | Christopher Eash         | Collet Maheia          |
| 1992      | Michael Lewis (en)        | Leancy Gómez             | Erik Leopold           |
| 1993      | Collet Maheia             | Roque Matus              | Michael Lewis (en)     |
| 1994      | Charles Lewis (en)        | Bobby Lee                | Michael Lewis (en)     |
| 1995      | Orlando Chavarria (en)    | Gustavo Carrillo         | Darwin Torres          |
| 1996      | Chris Blake               | Gustavo Carrillo         | Anthony Taylor         |
| 1997      | Ernest Meighan            | Bobby Lee                | Sergio Godoy           |
| 1998      | Ben Barnard               | Gustavo Carrillo         | Andrew Smiling         |
| 1999      | Chris Frederick           | Steve Muejack            | Miguel Pérez Laparra   |
| 2000      | Gustavo Carrillo          | Ben Jones                | Quinton Hamilton       |
| 2001      | Ernest Meighan            | Andrew Smiling           | José Robles López (es) |
| 2002      | Eduardo Uribe             | Gustavo Carrillo         | Herdado Castillo       |
| 2003      | Chris Harkey              | Abel Jocholá             | Eduardo Uribe          |
| 2004      | Chris Harkey              | Shane Vasquez            | Mateo Cruz             |
| 2005      | Bill Elliston             | Michael Lewis (en)       |                        |
| 2006      | Shane Vasquez             | José Robles López (es)   | Luis Santizo           |
| 2007      | Boyd Johnson              | Anthony Taylor           | Ismael Ponce           |
| 2008      | Ryan Bauman               | Michael Lewis (en)       | Luis Santizo           |
| 2009      | Carlos López González     | Carlos Hernández Santana | Frank Travieso         |
| 2010      | Miguel Pérez Laparra      | Wilmen Bravo             | John DeLong            |
| 2011      | Luis Santizo              | Carlos Gabriel Hernández | Shane Vasquez          |
| 2012      | Giovanni Choto            | Brandon Cattouse         | Darnell Barrow         |
| 2013      | Darnell Barrow            | Juan Pablo Magallanes    | John DeLong            |
| 2014      | Juan Pablo Magallanes     | Alejandro Padilla        | Florencio Ramos        |
| 2015      | Justin Williams           | Scottie Weiss            | David Henderson        |
| 2016      | Alejandro Padilla         | Julio Padilla            | Joel Borland           |
| 2017      | Alejandro Padilla         | Patrick Raines           | Alder Torres           |
| 2018      | Justin Williams           | Patrick Raines           | Rudy Rincón            |
| 2019      | Julio Padilla             | Rony Julajuj             | José Canastuj          |
| 2020-2021 | annulé                    | annulé                   | annulé                 |
| 2022      | Hasani Hennis             | John DeLong              | Byron Pope             |
| 2023      | Oscar Quiroz              | Cory Williams            | Jonny Brown            |
| 2024      | Luis López                | Rony Julajuj             | Max Abner              |
| 2025      | Jim Brown                 | Alfredo Bueno            | Omar Espinoza          |